# You Should See Me in a Crown
Singles de Billie Eilish
Lovely
(2018) When the Party's Over
(2018)
Clip vidéo
[vidéo] « You Should See Me in a Crown », sur YouTube
You Should See Me in a Crown (stylisée en minuscules : « you should see me in a crown ») est une chanson de l'auteure-compositrice-interprète américaine Billie Eilish extraite de son premier album studio, intitulé When We All Fall Asleep, Where Do We Go? et sorti le 29 mars 2019.
La chanson a été publiée en single le 18 juillet 2018, huit mois avant la sortie de l'album.
Aux États-Unis, la chanson a débuté à la 93e place du Billboard Hot 100 pour la semaine du 4 août 2018, atteignant sa meilleure position à la 41e place pour la semaine du 13 avril de l'année suivante,.

## Composition
La chanson est écrite et composée par Billie Eilish O'Connell avec son frère Finneas O'Connell et produite par ce dernier.